# Delsbo
Delsbo est une localité de Suède dans la commune d'Hudiksvall située dans le comté de Gävleborg.
Sa population était de 2 236 habitants en 2020.

## Culture locale et patrimoine

### Vie culturelle

#### Événements
Le festival de musique traditionnelle Delsbo Spelmansstämma se tient chaque été à l'écomusée Delsbo Forngård.